# Fire HDX
Fire HDX, trước đây là Kindle Fire HDX, là mẫu máy tính bảng cao cấp trong các máy tính thuộc dòng Kindle Fire của Amazon. Được ra mắt vào ngày 25 tháng 9 năm 2013, Fire HDX có sẵn với 2 kiểu dáng: 7 inch và 8.9 inch. Kiểu Wifi 7 inch được phát hành vào ngày 18 tháng 10 năm 2013 và kiểu Wifi 8.9 inch WiFi ra mắt vào ngày 7 tháng 11 năm 2013 ở Hoa Kỳ.
Tháng 9 năm 2014, Amazon phát hành kiểu thế hệ thứ hai của Fire HDX 8.9 có bộ xử lý nhanh hơn và bộ xử lý đồ họa mạnh hơn. Ngoài ra, phần tên "Kindle" của tất cả tên của máy tính bảng Fire cũng đã bị xóa đi.

## Thiết kế

### Phần cứng
Cả hai kiểu LCD 7 inch và LCD 8.9 inch đều chứa bộ vi xử lý Qualcomm Snapdragon 800 có GPU Adreno 330. Đồng thời, hai kiểu cũng có camera trước với độ phân giải 1.2 megapixel cho ra những đoạn phim HD 720p. Kiểu 8.9 inch còn có một camera sau với độ phân giải 8 megapixel có thể quay được các đoạn phim 1080p HD. Bề mặt bên ngoài máy có các góc cạnh, các cạnh làm từ nhựa được nâng lên cùng với các phím nguồn và phím âm lượng nằm ở mặt sau. Fire HDX có công cụ âm thanh Dolby Digital Plus hỗ trợ hai loa kèm theo. Máy hoạt động bình thường sẽ có thể sử dụng được trong vòng 12 giờ kể từ sau một lần sạc đầy.
Bản mới Fire HDX 8.9" ra mắt năm 2014 sử dụng bộ vi xử lý Qualcomm Snapdragon 805 với GPU Adreno 420. Hệ thống âm thanh sở hữu công nghệ loa Dolby Atmos đồng thời phiên bản Wi-Fi ra mắt nặng 13,2 ounce (375 gram).

### Phần mềm
Cả hai kiểu đều sử dụng hệ điều hành Fire OS 3 là một nhánh độc quyền của hệ điều hành Android 4.2.2. Nó có tính năng "Mayday" là một nút hỗ trợ công nghệ miễn phí có sẵn bất kỳ lúc nào, "Silk" là một trình duyệt được tăng tốc trên cloud, Amazon Appstore dành cho các trò chơi cũng như ứng dụng, và dịch vụ Amazon.com như một phương tiện cho việc buôn bán. Máy tính bảng có thể gửi nội dung video tới TV được hỗ trợ sẵn, bảng điều khiển trò chơi hoặc qua thiết bị như bộ điều hợp HDMI không dây hiển thị bằng cách sử dụng "Second Screen", nhưng không thể gửi nội dung qua cáp HDMI như kiểu máy Kindle Fire HD trước đó.
Bản làm mới năm 2014 sử dụng Fire OS 4 "Sangria", có tính năng hồ sơ cho phép mỗi người dùng trên máy tính bảng có thể có các cài đặt và ứng dụng cho riêng họ.

#### Tính năng Mayday
Sascha Segan tờ PC Magazine đã đề cập đến việc: "Nhấn giữ nút Mayday, giữ trong vòng 15 giây, một nhà điều hành Amazon sẽ trực tiếp xuất hiện trong cửa sổ trò chuyện video trên màn hình của bạn để trả lời tất cả các câu hỏi về Kindle Fire của bạn. Anh hay cô ấy thậm chí sẽ hướng dẫn bạn các ứng dụng bạn cần tải. Tôi chưa bao giờ thấy tính năng giống vậy trên các máy tính bảng khác." Trong phần đánh giá về Kindle Fire HDX 7", ông ấy gọi tính năng hỗ trợ video từ xa Mayday là "một cuộc cách mạng" và là "tính năng thú vị nhất của Amazon".

#### Fire OS UI
Giao diện người dùng của Fire HDX có "Carousel" chứa các ứng dụng được sử dụng gần đây nhất và những ứng dụng đã được cập nhật hoặc mua gần đây. Carousel cũng lưu giữ các tài liệu, video, nhạc và sách. Fire HDX cũng có một tab yêu thích, trong đó người dùng có thể truy cập các ứng dụng yêu thích của mình từ bất kỳ ứng dụng nào khác.

## Kiểu mẫu
| Thế hệ (các máy tính bản Fire) | Thế hệ (các máy tính bản Fire) | Thế hệ thứ 3 (2013)                                    | Thế hệ thứ 3 (2013)                                    | Thế hệ thứ 4 (2014)                                    |
| Kiểu mẫu                       | Kiểu mẫu                       | Kindle Fire HDX                                        | Kindle Fire HDX 8.9"                                   | Fire HDX 8.9                                           |
| ------------------------------ | ------------------------------ | ------------------------------------------------------ | ------------------------------------------------------ | ------------------------------------------------------ |
| Ngày ra mắt                    | Wi-Fi                          | 18/10/2013                                             | 7/11/2013                                              | 21/10/2014                                             |
| Ngày ra mắt                    | +Cellular                      | 14/112013                                              | 12/10/2013                                             | 12/2014                                                |
| Tình trạng                     | Tình trạng                     | Đình trệ                                               | Đình trệ                                               | Đình trệ                                               |
| OS                             | OS                             | Fire OS 4                                              | Fire OS 4                                              | Fire OS 5                                              |
| Phiên bản hệ thống             | Phiên bản hệ thống             | 4.5.5.3                                                | 4.5.5.3                                                | 5.6.0.0                                                |
| Màn hình                       | Kích thước (đường chéo)        | 7 in (18 cm)                                           | 8,9 in (23 cm)                                         | 8,9 in (23 cm)                                         |
| Màn hình                       | Độ phân giải                   | 1920 × 1200                                            | 2560 × 1600                                            | 2560 × 1600                                            |
| Màn hình                       | Mật độ                         | 323 ppi                                                | 339 ppi                                                | 339 ppi                                                |
| CPU                            | Nhà sản xuất                   | Qualcomm                                               | Qualcomm                                               | Qualcomm                                               |
| CPU                            | Loại                           | Quad-core Snapdragon                                   | Quad-core Snapdragon                                   | Quad-core Snapdragon                                   |
| CPU                            | Kiểu                           | 800                                                    | 800                                                    | 805                                                    |
| CPU                            | Lõi                            | 4x Krait 400 @ 2.2 GHz                                 | 4x Krait 400 @ 2.2 GHz                                 | 4x Krait 450 @ 2.5 GHz                                 |
| CPU                            | Bus bộ nhớ                     | 32-bit                                                 | 32-bit                                                 | 32-bit                                                 |
| GPU                            | Thiết kế                       | Qualcomm                                               | Qualcomm                                               | Qualcomm                                               |
| GPU                            | Loại                           | Adreno                                                 | Adreno                                                 | Adreno                                                 |
| GPU                            | Kiểu                           | 330                                                    | 330                                                    | 420                                                    |
| GPU                            | Tốc độ vi xử lí                | 450 MHz                                                | 450 MHz                                                | 600 MHz                                                |
| RAM                            | RAM                            | 2 GiB                                                  | 2 GiB                                                  | 2 GiB                                                  |
| Lưu trữ                        | Nội bộ                         | 16 GB, 32 GB, hoặc 64 GB                               | 16 GB, 32 GB, hoặc 64 GB                               | 16 GB, 32 GB, hoặc 64 GB                               |
| Lưu trữ                        | Bên ngoài                      | —                                                      | —                                                      | —                                                      |
| Camera                         | Sau                            | —                                                      | 8 MP                                                   | 8 MP                                                   |
| Camera                         | Trước                          | Vẫn là camera video 1.2 MP 720p HD                     | Vẫn là camera video 1.2 MP 720p HD                     | Vẫn là camera video 1.2 MP 720p HD                     |
| Microphone                     | Microphone                     | Có                                                     | Có                                                     | Có                                                     |
| Bluetooth                      | Bluetooth                      | BT 4.0 + EDR (chỉ trắc diện HID và A2DP)               | BT 4.0 + EDR (chỉ trắc diện HID và A2DP)               | BT 4.0 + EDR (chỉ trắc diện HID và A2DP)               |
| Wireless                       | Wi-Fi                          | Băng tần kép 802.11 a/b/g/n                            | Băng tần kép 802.11 a/b/g/n                            | Băng tần kép 802.11 a/b/g/n/ac MIMO + HT80             |
| Wireless                       | +Cellular                      | thêm 4G LTE                                            | thêm 4G LTE                                            | thêm 4G LTE                                            |
| Định vị                        | Wi-Fi                          | Dựa trên Wi-Fi                                         | Dựa trên Wi-Fi                                         | Dựa trên Wi-Fi                                         |
| Định vị                        | +Cellular                      | Thêm GPS và aGPS                                       | Thêm GPS và aGPS                                       | Thêm GPS và aGPS                                       |
| Tiệm cận                       | Wi-Fi                          | —                                                      | —                                                      | —                                                      |
| Tiệm cận                       | +Cellular                      | Có                                                     | Có                                                     | —                                                      |
| La bàn                         | Wi-Fi                          | —                                                      | —                                                      | —                                                      |
| La bàn                         | +Cellular                      | Có                                                     | Có                                                     | Có                                                     |
| Cảm biến ánh sáng              |                                | Có                                                     | Có                                                     | Có                                                     |
| Gia tốc kế                     |                                | Có                                                     | Có                                                     | Có                                                     |
| Con quay hồi chuyển            |                                | Có                                                     | Có                                                     | Có                                                     |
| Phong vũ biểu                  | Phong vũ biểu                  | —                                                      | —                                                      | —                                                      |
| Khối lượng                     | Wi-Fi                          | 303 g (10,7 oz)                                        | 374 g (13,2 oz)                                        | 375 g (13,2 oz)                                        |
| Khối lượng                     | +Cellular                      | 311 g (11,0 oz)                                        | 384 g (13,5 oz)                                        | 389 g (13,7 oz)                                        |
| Thứ nguyên                     | Thứ nguyên                     | 186 mm × 128 mm × 9,0 mm (7,32 in × 5,04 in × 0,35 in) | 231 mm × 158 mm × 7,8 mm (9,09 in × 6,22 in × 0,31 in) | 231 mm × 158 mm × 7,8 mm (9,09 in × 6,22 in × 0,31 in) |
| Pin                            | Pin                            | 4500 mAh                                               | Lên đến 12 giờ                                         | Lên đến 12 giờ                                         |

## Phản hồi
Engadget cho Fire HDX 85 điểm trên thang điểm 100, đồng thời cho rằng đó là sản phẩm hấp dẫn nhất trong hệ thống các máy tính bảng của Amazon. Mặc dù người dùng nâng cao có thể bị tắt do lựa chọn ứng dụng hạn chế, nhưng độ chuẩn xác của các màu sắc tuyệt đẹp trên màn hình sẽ khiến máy tính bảng trở thành sự lựa chọn hoàn hảo cho mọi người, đặc biệt là các thành viên Amazon Prime.
PC Magazine cho bản Amazon Kindle Fire HDX 7" (Wi-Fi) 4 trên 5 điểm cùng đánh giá "Excellent" đồng thời ghi nhận lại những ưu điểm sau: "Màn hình sắc nét. Bộ xử lý nhanh. Cực kỳ dễ sử dụng. Hỗ trợ kỹ thuật trực tiếp tuyệt vời."
Màn hình của Fire HDX có độ chính xác màu và mật độ điểm ảnh cao lên đến 339 PPI, và tính đến đầu năm 2013 đây là máy tính bảng khả dụng thương mại có mật độ điểm ảnh cao nhất. Tuy nhiên, CNET chỉ ra rằng việc thiếu vắng truy cập Google Play cũng đồng nghĩa với việc sự lựa chọn ứng dụng sẽ hạn chế hơn rất nhiều so với các thiết bị máy tính bảng khác của Android và một số người dùng có thể không hài lòng khi phải mất thêm 15 đô để xóa quảng cáo trên màn hình khóa, trong khi quảng cáo trên màn hình chính có thể được xóa chỉ bằng cài đặt hệ thống.
Fire HDX hỗ trợ các tệp nhạc FLAC và Wav cục bộ đến 24/96 bằng phần mềm Fire và các ứng dụng như Avia (cũng hỗ trợ 24/192). Sử dụng các ứng dụng phát nhạc trực tuyến như Mezzmo và Avia, Fire HDX sẽ hỗ trợ các các máy chủ UPnP/DLNA để phát lại FLAC và Wav (lên đến 24/192) cho việc phát lại thiết bị cục bộ và từ xa.